# Zsindely Endre
Zsindely Endre (Budapest, 1929. május 4. – Zürich, 1986. április 25.) református teológiai tanár, egyháztörténész.

## Élete
1939-ig Budapesten tanult, majd 1947-ben a Sárospataki Református Kollégiumban érettségizett. 1947-1949 között a Budapesti Tudományegyetemen jogi tanulmányokat folytatott,
de végül 1949-1953 között református teológiát végzett. 1953-1956 között a Ráday Könyvtár munkatársa volt.
1956 nyarán gyermekbénulásban megbetegedett. 1957-ben Zürichben orvosi kezelésen vett részt, s tolószékben ülve dolgozni tudott. Svájcban maradt, 1961-ben a Zürichi Egyetemen egyháztörténeti doktorátust szerzett. 1961-1962-ben az Egyházak Világtanácsa Bossey-i Ökumenikus Intézetében tanult, 1962-1965 között a schaffhauseni állami levéltárban végzett egyháztörténeti kutatásokat. 1965-től a Zürichi Egyetem hittudományi karának a Egyháztörténeti Kutatócsoport tagja, kutató tanára lett. 1974-től a Debrecenben működő Közép-Kelet-Európai Reformáció Történetének Kutató Intézete kutatóprofesszora volt. 1980-tól haláláig a budapesti Református Teológiai Akadémiai egyetemes egyháztörténeti tanszékének tanáraként dolgozott.
Magyar vonatkozású egyháztörténeti kérdésekkel foglalkozott. Tanulmányai a Református Egyházban, a Református Szemlében, a Theológiai Szemlében és svájci szaklapokban jelentek meg.